# Evert Grubbe
Evert Grubbe (død 1492) var en dansk rigskansler.
Han var søn af Peder Grubbe til Alslev og dennes 3. hustru, Anne Sivertsdatter Blaa. Han nævnes første gang 1463 og skrev sig da til Alslev, men siden skrev han sig oftest til Tryggevælde, som han 1472 havde fået i forlening. Formodentlig var han da, og i alle fald i 1473, rigskansler, og dette embede beklædte han endnu 1485, men fratrådte det snart efter, idet hans efterfølger som rigskansler, Hans Kjeldsen, nævnes at være dette 16. maj 1486.
Grubbe beholdt dog sit sæde i rigsrådet og sit len, som han først synes at have fratrådt i 1490; han boede derefter en tid i Køge, men blev så forstander for Vor Frue Kloster i Roskilde, i hvilken stilling han døde barnløs i 1492 (efter 10. august). Hans gravsten findes i Vor Frue Kirke i Roskilde. Hans hustru, Gertrud, overlevede ham.